# AtOmsk
AtOmsk est un groupe de rock alternatif français, originaire de Paris.

## Biographie
Le 1er septembre 2008, AtOmsk sort l'EP Aces Up Sleeves, et devient la même année révélation musicale du 1er Lyon JMusic Festival. Il apparaît à plusieurs reprises dans le magazine Rock One dans les numéros 47 (octobre 2008), 48 (novembre 2008) et 59 (novembre 2009), dans le hors-série de janvier-février 2009 ainsi que dans le Rock Mag d'octobre/novembre 2008.
AtOmsk participe aussi le 25 juin 2009 au Rock Fort Show sur Aligre FM, 93.1. En novembre 2009, le groupe sort son premier album, Obsideyes, produit au Boss Hog studio par Clément Decrock, mêlant rock, heavy metal, jazz et funk. Le 17 janvier 2010, ils jouent avec les groupes Silt, Process et Markize au Glazart. Le groupe cesse ses activités par la suite.

## Style musical
AtOmsk s'inscrit dans le mouvement steampunk. Littéralement « punk à vapeur », ce genre s'inspire de la société industrielle du XIXe siècle caractérisé par la machine à vapeur et l'esthétique victorien ainsi que le gigantisme des constructions. On y note la présence d'éléments tels que les roues dentées ou les zeppelins. On retrouve donc cette inspiration dans les costumes ou la mise en scène ainsi que dans la thématique musicale comme le montre la chanson Dancing in the Zeppelin.

## Membres

### Derniers membres
- A — violon
- Tsurai — basse
- Oscar Scorgone — piano
- Meiji 8 — chant
- Sir LCF — guitare
- Reinhardt « Kernel » Ancerl — batterie

### Anciens membres
- Ambre Carlyle — violon
- Ukato — guitare
- Silk — guitare

## Concerts
- Festival Vincennes Off, le 6 juin 2010
- Festival Mang'Azur, Toulon, le 11 avril 2010
- Glazart, Paris, le 17 janvier 2010
- Concert Noble, à Bruxelles, le 28 novembre 2009
- Scène Bastille (avec Lyre et Markize), le 11 mai 2009
- Café de Paris (set acoustique), le 10 mai 2009
- Nouveau Casino (Festival J‐Rock One), le 25 janvier 2009
- Café de la Danse, le 31 octobre 2008
- La Locomotive, le 19 octobre 2008
- Paris Manga, le 14 septembre 2008
- Espace B, le 29 juillet 2008
- Scène Bastille (avec Closer), le 2 juillet 2008
- Paris (fête de la musique), le 21 juin 2008
- Lyon (J-Music Festival), le 31 mai 2008
- Gambetta (Gakuen Showdown), le 30 avril 2008